# Monte Santo (ort)
Monte Santo är en ort i Brasilien.   Den ligger i kommunen Monte Santo och delstaten Bahia, i den östra delen av landet, 1 100 km nordost om huvudstaden Brasília. Monte Santo ligger 483 meter över havet och antalet invånare är 7 398.
Terrängen runt Monte Santo är huvudsakligen platt, men den allra närmaste omgivningen är kuperad. Monte Santo ligger uppe på en höjd. Runt Monte Santo är det glesbefolkat, med 16 invånare per kvadratkilometer..
Omgivningarna runt Monte Santo är huvudsakligen savann.